# Jan Kozłowski

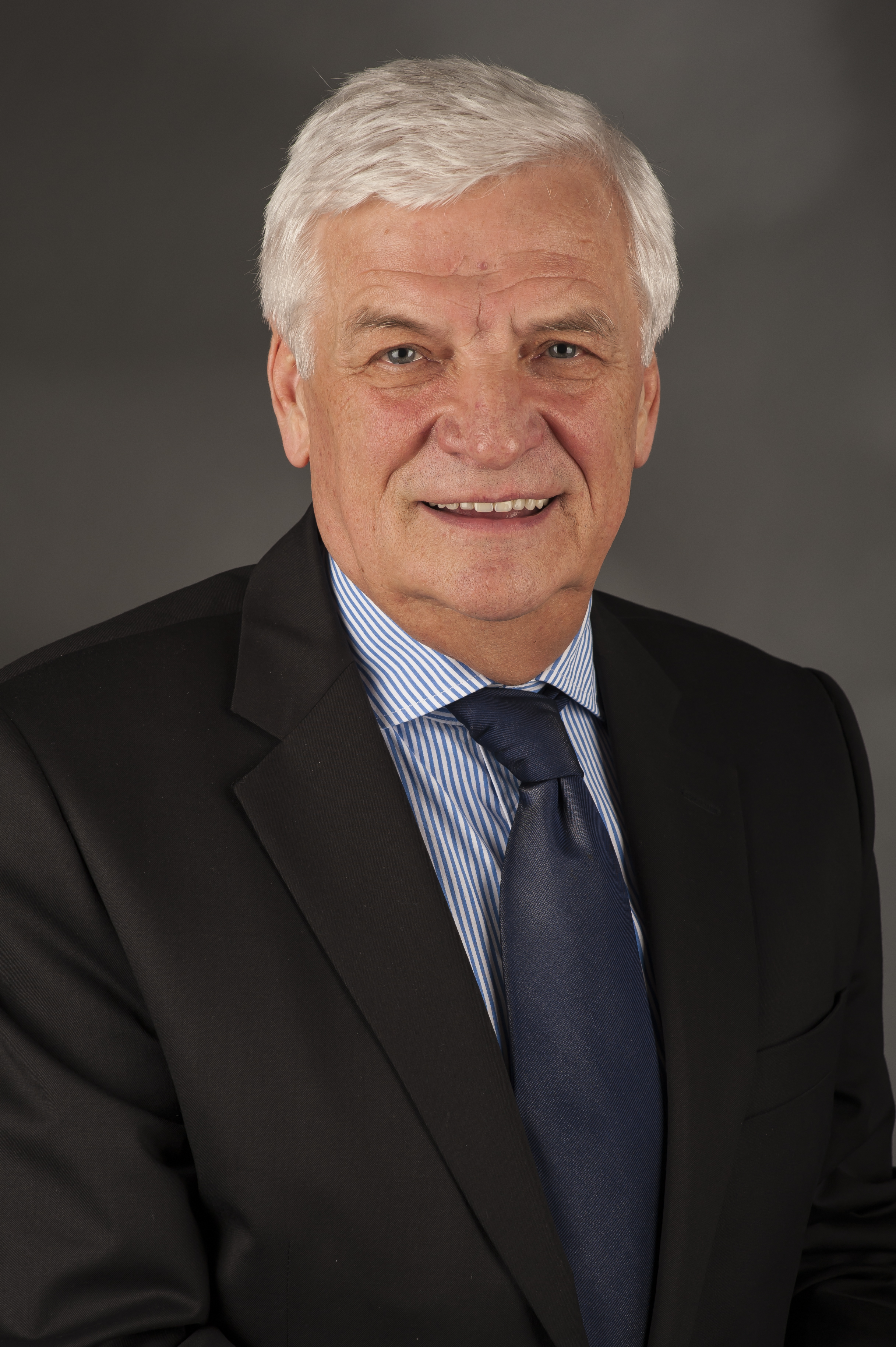
Jan Kozłowski (2014)

Jan Andrzej Kozłowski (* 1. Januar 1946 in Wałcz) ist ein polnischer Politiker der Bürgerplattform (PO).

## Leben
Kozłowski studierte Maschinenbau an der Universität Danzig. Von 1992 bis 1998 war Kozłowski Stadtpräsident (prezydent) der Stadt Sopot. Er ist als Abgeordneter am 4. März 2010 für Janusz Lewandowski im Europäischen Parlament nachgerückt.